# Corcelles (Berna)
Corcelles é uma comuna da Suíça, situada na região administrativa de Jura Bernense, no cantão de Berna. Tem 6,78 km² de área e sua população em 2018 foi estimada em 205 habitantes.